# Rudolf Kárpáti
Pour les articles homonymes, voir Kárpáti.
Dans le nom hongrois Kárpáti Rudolf, le nom de famille précède le prénom, mais cet article utilise l’ordre habituel en français Rudolf Kárpáti, où le prénom précède le nom.
Rudolf Kárpáti (né le 17 juillet 1920 à Budapest et décédé le 1er février 1999 à Budapest) est un escrimeur hongrois pratiquant le sabre.
Il est considéré comme un des plus grands escrimeurs de tous les temps.
Il a gagné 6 médailles d’or aux Jeux olympiques entre 1948 et 1960. Son palmarès aux championnats du monde est encore plus impressionnant avec 7 médailles d’or, 3 médailles d’argent et deux médailles de bronze.

## Palmarès
- Jeux olympiques d'été
  -  Médaille d'or au sabre par équipe en 1948
  -  Médaille d'or au sabre par équipe en 1952
  -  Médaille d'or au sabre par équipe en 1956
  -  Médaille d'or au sabre individuel en 1956
  -  Médaille d'or au sabre par équipe en 1960
  -  Médaille d'or au sabre individuel en 1960
- Championnats du monde
  -  Médaille d'or au sabre par équipe en 1953, 1954, 1955, 1957 et 1958
  -  Médaille d’argent au sabre par équipe en 1959
  -  Médaille de bronze au sabre par équipe en 1961
  -  Médaille d'or au sabre individuel en 1954 et 1959
  -  Médaille d'argent au sabre individuel en 1955, 1957 et 1958
  -  Médaille de bronze au sabre individuel en 1953